# Paycor Stadium
Il Paycor Stadium è un impianto sportivo situato a Cincinnati, in Ohio.
Ospita le partite dei Cincinnati Bengals della National Football League.

## Storia
Nel 1996 la Contea di Hamilton decise l'adozione di una tassa finalizzata alla costruzione di due nuovi stadi, uno per i Cincinnati Bengals della National Football League e uno per la squadra di Major League Baseball dei Cincinnati Reds, che fino ad allora condividevano l'utilizzo del Riverfront Stadium/Cinergy Field, che tuttavia non aveva le moderne caratteristiche necessarie alla sopravvivenza delle squadre.
Il nuovo stadio per i Bengals, costato 455 milioni di dollari, fu costruito per primo, e fu inaugurato il 19 agosto 2000
Allo stadio fu dato il nome di Paul Brown Stadium in onore di Paul Brown, membro della Pro Football Hall of Fame, fondatore dei Bengals nel 1966 e dei Cleveland Browns nel 1946, nome che mantenne fino all'agosto 2022. Mentre i Reds si spostarono nel nuovo Great American Ball Park solo nel 2003.
La prima partita di football universitario giocata allo stadio si è svolta il 21 settembre 2002 tra i Cincinnati Bearcats e gli Ohio State Buckeyes.
Il 9 agosto 2022 i Bengals annunciarono la vendita dei diritti sul nome dello stadio alla Paycor Inc., compagnia leader nella gestione delle risorse umane con sede a Cincinnati.
Lo stadio è soprannominato "The Jungle" sia per l'habitat naturale delle tigri del Bengala, idea enfatizzata dai seggiolini di colore verde, sia in riferimento alla canzone Welcome to the Jungle dei Guns N' Roses, inno non ufficiale della squadra.